# Минучихр ибн Язид
Минучихр ибн Йазид (? — 1034) — Ширваншах (1027—1034).
В 1027 году после смерти отца Йазид ибн Ахмада становится Ширваншахом. В 1029 году начал неудачную войну с Дербендом, в результате которой в 1030 году дербендцы совершили поход на Ширван. В этом же году на территорию государства Ширваншахов вступили русы. Ширваншах Минучихр вступил в сражение с ними около Баку, но потерпел поражение. В 1032 году сарирцы и аланы совершили набег на Ширван и взяли город Йазидийа. Они разграбили город, а на обратном пути потерпели поражение от дербендцев.
В 1034 году Ширваншах Минучихр был убит в своем доме своим братом Абу Мансур Али ибн Йазидом.